# هیبریج، مالدون
هیبریج (به انگلیسی: Heybridge) یک شهرک و محله مدنی در بریتانیا است که در مالدون واقع شده‌است. هیبریج ۸٬۱۷۵ نفر جمعیت دارد.